# العوامر (كفر البطيخ)
العوامر هي إحدى قرى مركز كفر البطيخ التابع لمحافظة دمياط بجمهورية مصر العربية.